# Christopher Gallegos
Christopher Carl Helsby „Izzy” Gallegos (ur. 19 września 1983 w Stockton) – amerykański wokalista i tancerz, członek boysbandu US5.
Zanim dostał się do US5, już w wieku 15 lat występował w zespole Exact, gdzie tworzył również muzykę dla Aarona Cartera i Jessiki Simpson. Zespół opuścił w 2004 r., gdyż – jak oświadczył – przestało mu to dawać radość. Po rozpadzie zespołu udał się na casting w Ameryce i dostał do zespołu US5.

## Albumy (US5)
- 2005 – Here We Go
- 2006 – „Here We Go New Edition”
- 2006 – In Control
- 2007 – In Control Reloaded
- 2008 – Around The World
- 2009 – Back Again

## Single (US5)
- Maria (2005)
- Just because of you (2005)
- In the club (2006)
- Mama (2006)
- Come Back To Me Baby (2006)
- One night with you (2007)
- Rhythm of life (2007)
- Too Much Heaven (2007)
- Round and Round (2008)
- The Boys Are Back (2008)
- Around the world (2008)
- Anytime(2009)